# Ayumi Miyamoto
Ayumi Miyamoto (japanisch 宮本 愛弓 Miyamoto Ayumi; * 18. Dezember 2000) ist eine japanische Tennisspielerin.

## Karriere
Miyamoto spielt vor allem auf Turnieren der ITF Women’s World Tennis Tour, bei denen sie bislang einen Titel im Einzel und fünf im Doppel gewonnen hat.
2015 gewann sie im Juni an der Seite von Partnerin Haruna Arakawa den Titel im Juniorinnendoppel des J1 Charleroi-Marcinelle. Im Oktober gewann die beiden den Titel im Doppel beim Osaka Mayor’s Cup.
2016 qualifizierte sie sich für das Hauptfeld des Juniorinneneinzels der Australian Open, verlor aber bereits in der ersten Runde gegen die an Position vier gesetzte Anna Kalinskaja mit 2:6 und 1:6. Im Juniorinnendoppel erreichte sie an der Seite von Cho I-hsuan das Halbfinale, wo die beiden gegen Dajana Jastremska und Anastasia Zarycká nur knapp in drei Sätzen mit 2:6, 6:2 und [5:10] verloren. Im März gewann sie an der Seite von Mai Hontama den Titel im Juniorinnendoppel der Banana Bowl. Bei den French Open verlor sie im Juniorinneneinzel in der ersten Runde gegen Mira Antonitsch mit 3:6 und 5:7, im Juniorinnendoppel erreichte sie mit Chihiro Muramatsu das Viertelfinale. Bei den US Open erreichte sie im Juniorinneneinzel mit einem 6:4 und 6:3 Sieg gegen Emily Appleton die zweite Runde, wo sie dann gegen Usue Maitane Arconada mit 6:72 und 6:73 verlor. Im Juniorinnendoppel verlor sie mit Partnerin Emily Appleton bereits in der ersten Runde gegen die mit einer Wildcard ausgestatteten Kayla Day und Caroline Dolehide mit 1:6 und 2:6.
2017 schied sie bei den Australian Open als an Position neun Gesetzte im Juniorinneneinzel bereits in der ersten Runde gegen die deutsche Qualifikantin Jule Niemeier knapp in drei Sätzen mit 6:75, 6:4 und 6:8 aus. Auch im Juniorinnendoppel war an der Seite von Partnerin Mihaela Lorena Marculescu nach einem knappen 7:66, 6:74 und [7:10] gegen Hurricane Tyra Black und Jimena Rodriguez-Benito bereits in der ersten Runde Schluss. Bei den French Open verlor sie im Juniorinneneinzel gegen Camila Osorio mit 6:3, 4:6 und 3:6. Im Juniorinnendoppel erreichte sie an der Seite von Wang Xiyu zum zweiten Mal in ihrer Karriere das Halbfinale, wo die beiden gegen Olessja Perwuschina und Anastassija Potapowa mit 3:6, 6:3 und [6:10] verloren. In Wimbledon verlor sie im Juniorinneneinzel in der ersten Runde gegen die an Position acht gesetzte Emily Appleton mit 2:6, 6:4 und 2:6. Auch im Juniorinnendoppel verlor sie an der Seite von Partnerin Liang En-shuo in der ersten Runde gegen Olga Danilović und Kaja Juvan mit 3:6 und 1:6. Im September erhielt sie eine Wildcard für die Qualifikation zu den Toray Pan Pacific Open, ihrem ersten Turnier auf der WTA Tour, wo sie in der ersten Runde gegen Gabriela Dabrowski mit 1:6 und 2:6 verlor.
2019 qualifizierte sie sich im Mai für das Hauptfeld im Dameneinzel der mit 60.000 US-Dollar dotierten Kurume U.S.E Cup International Women’s Tennis, verlor aber in der ersten Runde gegen Rebecca Marino mit 5:7 und 2:6.

### College Tennis
Von 2019 bis 2023 spielte Miyamoto für das Damentennisteam der Oklahoma State Cowgirls der Oklahoma State University.

## Turniersiege

### Einzel
| Nr. | Datum            | Turnier | Kategorie | Belag     | Finalgegnerin | Ergebnis      |
| --- | ---------------- | ------- | --------- | --------- | ------------- | ------------- |
| 1.  | 22. Oktober 2023 | Jackson | ITF W15   | Hartplatz | Lucia Peyre   | 6:3, 1:6, 7:5 |

### Doppel
| Nr. | Datum            | Turnier             | Kategorie | Belag     | Partnerin        | Finalgegnerinnen                  | Ergebnis         |
| --- | ---------------- | ------------------- | --------- | --------- | ---------------- | --------------------------------- | ---------------- |
| 1.  | 10. Juni 2023    | Kashiwa             | ITF W15   | Hartplatz | Lisa-Marie Rioux | Rinko Matsuda Mao Mushika         | 7:68, 6:2        |
| 2.  | 29. Juli 2023    | Sapporo             | ITF W15   | Hartplatz | Thasaporn Naklo  | Han Jiangxue Mao Mushika          | 6:2, 6:4         |
| 3.  | 15. Februar 2025 | Scharm asch-Schaich | ITF W15   | Hartplatz | Carolyn Ansari   | Yasmin Ezzat Gaia Squarcialupi    | 5:7, 6:4, [10:6] |
| 4.  | 22. Februar 2025 | Scharm asch-Schaich | ITF W15   | Hartplatz | Kisa Yoshioka    | Mana Kawamura Patricija Paukštytė | 7:64, 6:2        |
| 5.  | 22. März 2025    | Swan Hill           | ITF W35   | Rasen     | Stefani Webb     | Monique Barry Elena Micic         | 6:3, 4:6, [10:4] |

## Abschneiden bei Grand-Slam-Turnieren

### Juniorinneneinzel
| Turnier         | 2016 | 2017 | Karriere |
| --------------- | ---- | ---- | -------- |
| Australian Open | 1    | 1    | 1        |
| French Open     | 1    | 1    | 1        |
| Wimbledon       | –    | 1    | 1        |
| US Open         | 2    | –    | 2        |

Zeichenerklärung: S = Turniersieg; F, HF, VF, AF = Einzug ins Finale / Halbfinale / Viertelfinale / Achtelfinale; 1, 2, 3 = Ausscheiden in der 1. / 2. / 3. Hauptrunde; nicht ausgetragen

### Juniorinnendoppel
| Turnier         | 2016 | 2017 | Karriere |
| --------------- | ---- | ---- | -------- |
| Australian Open | HF   | 1    | HF       |
| French Open     | VF   | HF   | HF       |
| Wimbledon       | –    | 1    | 1        |
| US Open         | 1    | –    | 1        |

## Persönliches
Ayumi ist die Tochter von Yuko und Hirokazu Miyamoto und ging auf die Hinade High School in Tokyo.